# 滝尾村 (石川県)
滝尾村（たきおむら）は、石川県鹿島郡に存在した村。
村の名称は、井田にある熊野川の滝（不動滝）、久江にある久江川の滝の尾の方（滝の下）にある村という意味による。

## 地理
- 現在の中能登町南部（旧鹿島町においては中部）。北側は邑知地溝帯に沿う平野、南側は丘陵部である。富山県と県境を成す。
- 河川: 長曽川、熊野川

## 歴史
- 1889年（明治22年）4月1日 - 町村制の施行により、鹿島郡小竹村、水白（みじろ）村、尾崎村、井田村、東馬場村、最勝講（さいすこ）村、久江村および久江原山分が合併し、滝尾村が成立。
- 1893年（明治26年）2月17日 - 久江の一部および久江原山分の区域が分立し、鹿島郡久江村が発足。滝尾村は残る6大字で存続し、久江の残部（ヨ部140番～143番、146番、148番、149番、タ部191番、192番、197番）は大字小竹に編入。
- 1955年（昭和30年）1月1日 - 越路町、御祖村、久江村と合併し、鹿島町が発足。6大字は鹿島町の大字に継承。

## 教育
- 滝尾村立滝尾小学校（現・中能登町立鹿島小学校）

## 交通
- 二級国道159号七尾金沢線（現在の国道159号）

## 産業
- 織物業
  - 生糸
  - 絹織物
  - 麻織物